# Glöte

Glöte är en by i Linsells socken i Härjedalens kommun i Härjedalen med anor från 1200-talet. I huvudsak arbetade befolkningen under 1800- och 1900-talet som bönder och i skogen. Fäbodkulturen var tidigare utbredd. I byn bor ca 80 personer. På Glötesvålen finns en vindkraftsindustri med 30 verk, något som ger arbetstillfällen i området. Vindkraftsparken togs i drift under 2014.